# ولکو ماندیچ
ولکو ماندیچ (صربی: Вељко Мандић؛ ‏ ۱۰ اکتبر ۱۹۲۴ – ۱۹ نوامبر ۱۹۸۸) بازیگر مونته‌نگرویی بود. او از سال ۱۹۵۵ تا ۱۹۸۸ در بیش از پنجاه فیلم ظاهر شد.
از فیلم‌ها یا برنامه‌های تلویزیونی که وی در آن نقش داشته‌است، می‌توان به خانواده ماراتن، روزی که دنیا را تکان داد و پل اشاره کرد.